# Lucas Marín y Cubillos
Lucas Marín y Cubillos (Sanlúcar de Barrameda 1742-1808), director y fundador de la Sociedad Económica de Amigos del País de Sanlúcar de Barrameda.
Hubo de abandonar su vocación de jesuita por la expulsión de éstos cuando aún no había hecho los votos y se dedicó al estudio de los temas de la pesca y la agricultura. A él se debe la pesca científica y muy particularmente el auge de la patata sanluqueña en los navazos. Frente a opiniones contrarias defendió sus teorías por escrito, siendo suyo un muy celebrado tratado sobre cultivo agrícola.
- Datos: Q5981909